# صوري المحيط الهادئ
صوري المحيط الهادئ هو نوع من الأسماك من عائلة حكاشيات. صوري هو أحد المأكولات البحرية في العديد من مطابخ شرق آسيا وهو معروف أيضًا باسم سمك الماكريل بايك (سمك الأسقمري البحري).

## علم الأحياء
سمكة الصوري هي سمكة ذات فم صغير، وجسم ممدود، وسلسلة من الزعانف الصغيرة بين الزعنفة الظهرية والشرجية، وذيل صغير متشعب. لون السمكة من الأخضر الداكن إلى الأزرق على السطح الظهري، والفضي في الأسفل، وهناك بقع صغيرة زرقاء لامعة موزعة بشكل عشوائي على الجانبين.
يبلغ طوله حوالي 25-30 سم عند صيده، ولكن يمكن أن يصل طوله إلى 40 سم ويبلغ حوالي 180 جرامًا عند صيده في الخريف. هي سمكة بحرية وتريد البقاء بالقرب من السطح ويتم اصطيادها هناك، ولكن يمكن أيضًا أن تصل إلى عمق يصل إلى 230 مترًا. عندما يهرب سمك الصوري من الحيوانات المفترسة، فإنه يطفو على السطح ويشبه الأسماك الأخرى.
تم العثور على أسماك في شمال المحيط الهادئ، من الصين وكوريا واليابان شرقاً إلى خليج ألاسكا وجنوباً إلى المكسيك شبه الاستوائية، مفضلة درجات حرارة تتراوح بين 15 و 18 درجة مئوية. يوجد سمك الصوري المحيط الهادئ عادة بالقرب من السطح (على الرغم من أنه قد يكون له عمق يتراوح من 0 إلى 230 م).
سمك الصوري في المحيط الهادئ هو من الأنواع المهاجرة للغاية. يتواجد البالغون بشكل عام في الخارج، بالقرب من سطح المحيط. ترتبط الأحداث بالطحالب البحرية المنجرفة. صوري المحيط الهادئ بيوضوي. يتم ربط البيض بالأشياء الطافية، مثل الأعشاب البحرية، عبر خيوط على سطح القشرة.
يتغذى سمك الصوري على العوالق الحيوانية، مثل مجدافيات الأرجل، والكريل، ومزدوجات الأرجل، وبيض ويرقات الأسماك الشائعة، مثل الأنشوجة، بسبب نقص المعدة، وقصر أمعائها المستقيمة. قد تحتوي الأعضاء الداخلية لسمك الصوري على طفيليات صغيرة حمراء تشبه ديدان الأرض تسمى رادينورهينخوس.
عدد قليل من الحيوانات المفترسة الطبيعية لسمك صوري المحيط الهادئ تشمل الثدييات البحرية والحبار والتونة. يحتوي زيت الصوري على مستويات كبيرة من الأحماض الدهنية غير المشبعة n-3 (PUFA) والأحماض الدهنية الأحادية غير المشبعة طويلة السلسلة (LCMUFA) مع ذيول أليفاتية أطول من 18 كربونًا.

## اليابان
يُعرف سمك الصوري الهادئ باسم سانما (さ ん ま / サ ン マ / 秋刀魚) وسايرا (さ い ら / サ イ ラ / 佐伊羅) باللغة اليابانية.
سايرا هو الاسم المحلي للأسماك في منطقة شبه جزيرة كي في اليابان. يُترجم الكانجي المستخدم في الاسم الياباني للأسماك (秋刀魚) حرفيًا على أنه "سمكة سكين الخريف"، حيث يشبه شكل جسمها كاتانا. يعد الصوري أحد أبرز الأطعمة الموسمية التي تمثل الخريف في المطبخ الياباني. يتم تقديمه بشكل شائع مملحًا ومشويًا (مشويًا) كاملًا، ومزينًا بديكون أوروشي (دايكون مبشور) ويقدم جنبًا إلى جنب مع وعاء من الأرز ووعاء من حساء ميسو. قد تشمل التوابل الأخرى صلصة الصويا، سوداتشي، الجير، الليمون، أو عصائر الحمضيات الأخرى. لكن الكثير من الناس يختارون بدون أمعاء الأسماك، كما يقول الكثيرون، إن مرارتها، المتوازنة مع التوابل، جزء من الاستمتاع.
كما أن لديها العديد من العظام الصغيرة، وإن لم تكن كثيرة مثل السردين. تقام مهرجانات سمك الصوري في أجزاء مختلفة من اليابان (على سبيل المثال، ميغورو سانما). عند طهيه كسمك مشوي، فإنه لا يحتوي على قشور كبيرة للإزالة، ولأنه من النادر إخراج الأعضاء الداخلية والخياشيم، فمن السهل التعامل معه دون الحاجة إلى سكين مطبخ. يشار إليها أحيانًا على أنها مقدمة للأسماك الطازجة في كتب الطبخ.

## كوريا
(꽁치) باللغة الكورية وتنطق ككونقشي، جواميجي هو طبق كوري من سمك صوري الهادئ المجفف نصف مجفف مصنوع خلال فصل الشتاء. يتم تناولها في الغالب في منطقة غيونغسانغ الشمالية (مقاطعة) في أماكن مثل بوهانج ومحافظة ألجن ومحافظة يونغدوك، حيث يتم حصاد كمية كبيرة من الأسماك.

## الصين
بينيين qiū dāo yú بالصينية (秋刀鱼 بالصينية المبسطة أو 秋刀魚 بالصينية التقليدية)،

## روسيا
صوري (сайра) باللغة الروسية. يحظى سمك الصوري الهادئ بشعبية كبيرة في روسيا، والتي تصل مباشرة إلى المحيط الهادئ. في روسيا يباع معلبًا بالملح والتوابل، أحيانًا مع إضافة الزيت النباتي أو صلصة الطماطم. كما يؤكل مدخن.

## المملكة المتحدة
يستخدم سمك الرخويات في المحيط الهادئ كطعم لصيد سمك الكراكي والصيد البحري. في المملكة المتحدة، يُطلق عليهم عادةً اسم بلويس، ربما بسبب خلط الناس بين سمك الصوري والماكريل الأزرق.

## صيد السمك
في عام 1950، استحوذت اليابان على حوالي 98% من الصيد وكوريا الجنوبية حوالي 2%، لكن حصة اليابان من الصيد انخفضت بشكل متناسب في العقود الأخيرة. تشمل الدول الأخرى التي تصطاد سمك الصوري الآن الصين وتايوان. كان الاتحاد السوفيتي يصطاد سمك الصوري في عام 1960. بدأت تايوان في صيد سمك الصوري حوالي عام 1988 ووسعت من صيدها. في عام 2002، بدأ الصينيون أيضًا في صيد سمك الصوري، وكانوا يصطادون أكثر من 100000 طن سنويًا.